# 868
Năm 868 là một năm trong lịch Julius.